# Krempermoor
Krempermoor ist eine Gemeinde im Kreis Steinburg in Schleswig-Holstein.

## Geografie

### Lage
Das Gemeindegebiet von Krempermoor erstreckt sich südlich von Itzehoe am Übergang der Münsterdorfer Geestinsel in den hier südlich angrenzenden Landschaftsbereich Krempermarsch. Es wird zum Naturraum Holsteinische Vorgeest (Haupteinheit Nr. 698) gezählt.

### Ortsteile
Die Gemeinde Krempermoor gliedert sich siedlungsgeografisch in die Wohnplätze des namenstiftenden Dorfes, des weiteren Dorfes Hörn und der Höfesiedlung Achtermoor.

### Nachbargemeinden
Das Gemeindegebiet wird umlagert von jenen der Gemeinden:
|             | Kremperheide                                | Dägeling |
| Bahrenfleth | Kompassrose, die auf Nachbargemeinden zeigt |          |
|             | Neuenbrook                                  |          |

### Landschaft
Der Außenbereich der Gemarkung Krempermoor ist ein historisch kolonisiertes Moorgebiet.

## Geschichte
Erstmals umschrieben wurde die Gegend im Jahre 1271 als „palude que Moer dicitur...inter villam Nigenbroke et Welnam“ (=Sumpf, der Moor genannt wird...zwischen den Orten Neuenbrook und Wellen) in einer Urkunde erwähnt. Spätestens im Jahr 1649 wurde es als „Cremper Mohr“ bezeichnet.
Bis Mitte der 1960er Jahre wurde in diesem Gebiet Torf gestochen.

## Politik

### Gemeindevertretung
Bei der Kommunalwahl am 14. Mai 2023 wurden insgesamt neun Sitze vergeben. Diese fielen erneut alle an die Kommunale Wählervereinigung Krempermoor. Die Wahlbeteiligung betrug 58,2 %.

### Wappen
Blasonierung: „In Silber über rotem Wellenschildfuß ein schmaler silberner und ein breiter blauer Wellenbalken, darüber eine grüne Birke, rechts davon eine rote auswärts geneigte Torfbackform, links ein roter Torfkätscher.“
Der rote Wellenschildfuß des Wappens symbolisiert das Torfmoor unter den blauen Wasserflächen, die für die großflächigen Moorseen stehen und durch den silbernen und blauen Wellenbalken charakterisiert werden. Die Torfbackform und der Torfkätscher sind historische Arbeitsgeräte der Nasstorfgewinnung, die bis etwa 1960 in der Gemeinde durchgeführt wurde. Aufgrund der geographischen Gegebenheiten wurde fast ausschließlich Unterwasser-Torfabbau betrieben. Die belaubte Moorbirke mit grünem Stamm ist ein typischer Baum des Gebietes.

## Wirtschaft

### Unternehmen
In der Gemeinde Krempermoor ist der Pumpbetrieb des Wasserwerkes der Stadtwerke Glückstadt ansässig.

### Verkehr

#### Individualverkehr
Durch die Dorflage von Krempermoor führt die Kreisstraße 44 in Steinburg. Sie zweigt im Nachbarort Kremperheide von der nach Westen abknickenden schleswig-holsteinischen Landesstraße 120 ab und führt zur Landesstraße 119 in Krempe.

#### ÖPNV
Der Haltepunkt Kremperheide an der Marschbahn liegt unmittelbar an der nördlichen Gemeindegrenze von Krempermoor. Der Bahnsteig der Fahrtrichtung Süd reicht in die Gemarkung Krempermoor hinein. Hier halten die Züge der RB 61 und 71 von Itzehoe nach Hamburg im Hamburger Verkehrsverbund.
Die Gemeinde Krempermoor ist auch über die Buslinie 6102 in das Regionalbusnetz des Kreises Steinburg eingebunden.